# ГЕС Нанайро
ГЕС Нанайро (七色発電所) – гідроелектростанція в Японії на острові Хонсю. Знаходячись між ГЕС-ГАЕС Ікехара (вище по течії) та ГЕС Dengenkaihatsu (30 МВт), входить до складу каскаду на річці Кітаяма, лівій притоці Кумано (впадає до Тихого океану за два десятки кілометрів від південної околиці міста Кумано).
В межах проекту річку перекрили бетонною арковою греблею висотою 60 метрів та довжиною 201 метр, яка потребувала 157 тис м3 матеріалу. Вона утворила водосховище з площею поверхні 3,3 км2 і об’ємом 61,3 млн м3 (корисний об’єм 10,7 млн м3), в якому припустиме коливання рівня між позначками 186,5 та 190 метрів НРМ. 
Через напірний водовід зі спадаючим діаметром від 7 до 4,7 метра ресурс подається до спорудженого у підземному виконанні пригреблевого машинного залу. Тут встановлена одна турбіна типу Френсіс потужністю 85 МВт (номінальна потужність станції становить 82 МВт), яка використовує напір у 69 метрів.
Відпрацьована вода повертається у річку по відвідному тунелю довжиною 2,2 км, який має ширину від 7,1  до 8,7 метра та висоту від 7,1 до 7,7 метра.